# Copa Sendai de 2009
A Copa Sendai de 2009 foi a 7ª edição dessa competição organizada pela Japan Football Association (JFA), para jogadores com até 19 anos de idade. Realizou-se entre os dias 9 e 13 de setembro na cidade de Sendai, no Japão. Todos os jogos foram disputados no Sendai Stadium.
O Brasil sagrou-se a campeão após acumular o maior número de pontos entre as quatro participantes. A França ficou com o vice-campeonato, a Coreia do Sul com o terceiro lugar e o Japão com o quarto lugar.

## Regulamento
A Copa Sendai é disputada por 4 seleções. Todos os times jogam entre si uma única vez. Será declarado campeão o time que obtiver o maior número de pontos após as 3 rodadas.

### Critérios de desempate
Caso haja empate de pontos entre dois ou mais equipes, os critérios de desempates serão aplicados na seguinte ordem:
1. Número de vitórias;
2. Saldo de gols;
3. Gols marcados;
4. Confronto direto;
5. Número de cartões vermelhos;
6. Número de cartões amarelos.

## Equipes participantes
| Equipe        | Confederação | Títulos                    |
| ------------- | ------------ | -------------------------- |
| Brasil        | CONMEBOL     | 4 (2003, 2005, 2006, 2008) |
| França        | UEFA         | 1 (2007)                   |
| Japão         | AFC          | ---                        |
| Coreia do Sul | AFC          | ---                        |

## Jogos

### Primeira rodada
| 9 de setembro de 2009 | Japão                                                     | 3 x 3  | França                                   | Sendai Stadium, Sendai               |
| 19h00 (UTC+9)         | Gol-contra 40' · Toshiyuki Takagi 56' · Koki Kiyotake 79' | Súmula | 7', 66' Gaël Kakuta · 45' Cédric Bakambu | Público: 3,222 Árbitro: Takuto Okabe |

| 10 de setembro de 2009 | Brasil     | 1 x 0  | Coreia do Sul | Sendai Stadium, Sendai                  |
| 19h00 (UTC+9)          | Gerson 35' | Súmula |               | Público: 2,158 Árbitro: Hiroyuki Kimura |

### Segunda rodada
| 12 de setembro de 2009 | Japão | 0 x 2  | Brasil                    | Sendai Stadium, Sendai                 |
| 13h30 (UTC+9)          |       | Súmula | 11' Warley · 49' Crystian | Público: 3,913 Árbitro: Tomohiro Inoue |

| 12 de setembro de 2009 | França                 | 1 x 0  | Coreia do Sul | Sendai Stadium, Sendai            |
| 16h00 (UTC+9)          | Plaisir Bahamboula 33' | Súmula |               | Público: 4,260 Árbitro: Yuki Noda |

### Terceira rodada
| 13 de setembro de 2009 | Japão                                     | 2 x 3  | Coreia do Sul                               | Sendai Stadium, Sendai                  |
| 13h30 (UTC+9)          | Koki Kiyotake 24' · Takahiko Sumida 90+2' | Súmula | 39' Lee Kang · 56' Lee Jong · 83' Rim Chang | Público: 4,205 Árbitro: Yoshiro Imamura |

| 13 de setembro de 2009 | Brasil     | 1 x 0  | França | Sendai Stadium, Sendai                   |
| 16h00 (UTC+9)          | Gerson 36' | Súmula |        | Público: 5,004 Árbitro: Masaki Nabeshima |

## Classificação
| Pos. | Time          | Pts | J | V | E | D | GP | GC | SG |
| ---- | ------------- | --- | - | - | - | - | -- | -- | -- |
| 1    | Brasil        | 9   | 3 | 3 | 0 | 0 | 4  | 0  | +4 |
| 2    | França        | 4   | 3 | 1 | 1 | 1 | 4  | 4  | 0  |
| 3    | Coreia do Sul | 3   | 3 | 1 | 0 | 2 | 3  | 4  | -1 |
| 4    | Japão         | 1   | 3 | 0 | 1 | 2 | 5  | 8  | -3 |

## Premiação
| Copa Sendai de 2009           |
| Seleção Brasileira de Futebol |
| ----------------------------- |
| BRASIL Campeão (5º título)    |

## Artilharia
Atualizado em 1 de outubro às 11:19 UTC-3
| Gols | Jogador       |
| ---- | ------------- |
| 2    | Gaël Kakuta   |
| 2    | Gerson        |
| 2    | Koki Kiyotake |